# Mesobracon fenestratus
Mesobracon fenestratus är en stekelart som beskrevs av Charles Thomas Brues 1924. Mesobracon fenestratus ingår i släktet Mesobracon och familjen bracksteklar. Inga underarter finns listade i Catalogue of Life.